# Контролно-техническа инспекция
Контролно-техническата инспекция (КТИ) беше специализирана структура към Министерството на земеделието и храните на Република България.

## История
ИСТОРИЯ И РАЗВИТИЕ НА КОНТРОЛНО-ТЕХНИЧЕСКАТА ИНСПЕКЦИЯ
НАЧАЛО НА СЪЗДАВАНЕ НА КТИ
1. С Постановление на Министерски съвет №31 от 20.02.1961 г. „За подобряване на работата по ремонта и поддържането на машинно-тракторния парк в селското стопанство“ към Министерството на земеделието на централно подчинение се създава Контролно-техническата инспекция (КТИ) с 43 щатни бройки и с поделения в окръзите. Задължение на Инспекцията е да извършва контрол по качеството на ремонта, поддържането и съхраняването на тракторите и селскостопанските машини.
2. От 01.04.1962 година към окръжните народни съвети се създават обединения по механизация, електрификация и снабдяване на селското стопанство, в които влизат и контролно – технически инспектори.
3. В правилника на Министерството на земеделието и хранителната промишленост одобрен на 3.06.1969 г. задачите по осъществяване на надведомствен държавно – административен контрол по опазване на законността в областта на правилното опазване, използване, съхраняване, ремонтиране, поддържане и бракуване на селскостопанската техника са предоставени на отдел „Механизация и контролно-техническа инспекция“.
4. Със заповед № 799 от 27.03.1972 г. на министъра на МЗХП се закрива съществуващия отдел „Механизация и електрификация на селското стопанство и КТИ“ и се разкрива управление „Механизация и електрификация на селското стопанство и КТИ“.
5. С ПМС № 68/31.07.1974 г. към Министерство на земеделието и хранителната промишленост (МЗХП) е създаден Комитет по селскостопанска техника с управление”Механизация и електрификация на селското стопанство и КТИ”
6. От 01.06.1979 г. в структурата на Направление ”Селскостопанско машиностроене и механизация на селскостопанското производство” е създадена Дирекция „Използване на селскостопанската техника“ с две основни дейности – Контролно-техническа инспекция и Безопасност на движението в селското стопанство. Контролно-техническата инспекция е в състава на Корпорацията по механизация и техническо обслужване на селското стопанство (КМТОСС) съгласно приложение №3 към т. 2, буква „б“ от Разпореждане № 12 на Министерския съвет от 1982 година за усъвършенстване на организационно-производствената и управленската структура на Националния аграрно-промишлен съюз.
През периода 1962 г. до 1989 г. КТИ преминава и понася всички онези реорганизации на комитети, министерства, НАПС, ОАПС, АПК, КМТОСС и др., но винаги е изпълнявала своите контролни функции.
През 1989 г. Инспекцията е организационно разпиляна, инспекторите се водят в различни структури на щат и имат само методическо ръководство на централно ниво.
НОВО НАЧАЛО
1. С Разпореждане № 6 на МС от 19.02.1990 г. като юридически самостоятелна институция за контрол на земеделска техника е създадена Контролно-техническата инспекция, като специализиран орган на Министерство на земеделието и хранително-вкусовата промишленост.
2. На 18.07.1995 г. в ДВ., бр. 64 е обнародван Правилник за устройството, функциите и задачите на КТИ за селскостопанска техника.
3. С Указ №229 на Президента се постановява обнародването на Закона за регистрация и контрол на земеделската и горска техника, приет от XXXVIII НС на 24.06.1998 г. Правоприемник на Контролно-техническата инспекция за селскостопанска техника става Контролно-техническа инспекция към МЗГ.
4. Закон за регистрация и контрол на земеделската и горската техника – ДВ, брой 79 от 10 юли 1998 г.
5. В ДВ., бр.139 от 25.11.1998 г. се обнародва Правилник за устройството и дейността на КТИ към МЗГАР.
6. С Наредба №26 от 19.11.1998 г. за регистрация на земеделската и горска техника, издадена от министъра на земеделието, горите и аграрната реформа, обн., ДВ, бр. 140 от 27.11.1998 г., изм. и доп, бр. 74 от 22.08.2003 г., се определят условията и редът за първоначална регистрация, промените в регистрацията и отчисляване на земеделската и горската техника.
7. С Наредба № 20 от 27.05.2003 г. се определят условията и редът за извършване на технически прегледи за проверка на техническата изправност на земеделската и горската техника, регистрирана съгласно Закона за регистрация и контрол на земеделската и горската техника.
8. С наредба № 8 от 10 февруари 2004 г. се определят условията и реда за придобиване на правоспособност за работа със земеделска и горска техника.
9. Наредба № 30 от 29 декември 2005 г. за одобрение на типа на нови колесни и верижни трактори, техните ремаркета и сменяема прикачна техника.
10. Съгласно § 6 от Преходните и заключителни разпоредби на Закона за изменение и допълнение на Закона за регистрация и контрол на земеделската и горската техника (обн. ДВ, бр.28 от 2011 г.) Контролно-техническата инспекция става правоприемник на активите, пасивите, архива, правата и задълженията на центъровете за изпитване на земеделска, горска техника и резервни части в гр. Пловдив и гр. Русе.
През септември 2022 г. Контролно-техническа инспекция е закрита. 
Контролно-техническа инспекция към Министерство на земеделието и храните е администрация на изпълнителната власт, която прилага правото на ЕО в областта на типовото одобрение на колесни трактори, системи и компоненти за тях, както и на верижни трактори, ремаркета и сменяема прикачна техника, предназначени за използване в земеделието и горите, в съответствие с изискванията на Директива 2003/37/ЕО и извършва дейностите, свързани с пускането на пазара, регистрирането, пускането в употреба, спирането от работа, контрола по техническото състояние и безопасността на земеделската и горската техника и придобиването на правоспособност за работа с нея.

## Обща информация
КТИ е юридическо лице на държавна издръжка със седалище в гр. София с координати за контакт:
- адрес: 1000 гр. София, ул. „Лавеле“ 16 ет. 6
- телефон: 02 8952 310
- факс: 02 8952 313
- e-mail: kti@kti.government.bg

## Основна дейност
ОСНОВНА ДЕЙНОСТ
Контролно-техническата инспекция осъществява дейностите, свързани с:
1. регистрацията на машини за земни работи, земеделската и горската техника, наричана по-нататък „техниката“;
2. контрола по техническото състояние и безопасността на техниката при работа с нея;
3. техническите прегледи на техниката;
4. придобиването и отнемането на правоспособност за работа с техниката;
5. контрола на дейностите по пускането на пазара, пускането в употреба и спирането от работа на техниката;
6. издаването и подмяната на свидетелствата за правоспособност за работа с техниката;
7. контрола върху:
а) наличието на одобрение на типа и съответствието с одобрения тип на нови колесни трактори, верижни трактори, ремаркета и сменяема прикачна техника, системи, компоненти и отделни технически възли за тях, за които е влязло в сила изискването за одобрение на типа;
б) наличието на одобрение на типа и съответствието с одобрения тип на нови двигатели с вътрешно горене, предназначени за или инсталирани на извънпътна техника;
8. проверка за наличието на регистрация на техниката;
9. обмена на информация с Европейската комисия и органите за типово одобрение на държавите членки на ЕС, относно дейностите по т. 10;
10. издаването, изменението, отказа от издаване и отнемането на сертификат за одобрение на типа;
11. удостоверяване на безопасността на употребявана техника;
12. изпитване, сертифициране и оценяване на съответствието на нова техника;
13. изпитване и проверки във връзка с одобрение на типа на нови колесни трактори.

## Структура
Изпълнителен директор
Главен секретар
Дирекция „Правно, информационно, стопанско и финансово обслужване“ осъществява следните функции:
1. изготвя и предлага на изпълнителния директор проекта на годишния бюджет, периодични и годишни отчети за неговото изпълнение;
2. обработва първичната счетоводна информация, анализира ежемесечно приходите и разходите по бюджета на инспекцията и предлага съответните мерки, свързани с финансовата дисциплина и отчетност;
3. ръководи транспортното обслужване на инспекцията, регистрацията на моторните превозни средства, застраховането, поддръжката, ремонта и годишните технически прегледи;
4. разработва и актуализира щатното разписание и длъжностните характеристики на държавните служители и на лицата, работещи по трудово правоотношение, и отговаря за съхранението и достъпа до личните данни на служителите в инспекцията;
5. изготвя актовете, свързани с възникването, изменянето и прекратяването на служебните и трудовите правоотношения;
6. организира обработката на документите и осъществява деловодната дейност;
7. оказва правна помощ на изпълнителния директор по законосъобразното изпълнение на неговите правомощия, като изразява становища и разработва предложения за решаване на правни проблеми;
8. извършва цялостната оперативна дейност по постъпилите в инспекцията предложения, жалби, молби и сигнали на физически и юридически лица;
9. организира дейностите по извършване на основни и текущи ремонти, поддържане и съхраняване на материалната база;
10. осигурява процесуалното представителство на инспекцията;
11. организира правната помощ в инспекцията за законосъобразното осъществяване на нейните функции и следи за произтичащите за инспекцията задължения от нормативни актове от действащото законодателство;
12. организира разработването на нормативни актове и дава становища по тях;
13. участва в изготвянето на проекти на нормативни актове в областта на земеделската и горската техника и правоспособността за работа с нея с цел хармонизиране на българското законодателство с правото на Европейския съюз;
14. отговаря за планирането на обществените поръчки за съответната година и за организацията по провеждане на процедурите;
15. отговаря за сключването, изпълнението и прекратяването на договорните отношения с външни физически и юридически лица;
16. организира оперативната подготовка за работа в условията на криза;
17. създава и поддържа регистър на съставените актове и издадените наказателни постановления по реда на Закона за регистрация и контрол на земеделската и горската техника;
Главната дирекция „Регистрация, контрол и правоспособност за работа с техниката“ осъществява следните функции:
1. координира и контролира дейността на регионалните служби на инспекцията по регистрацията и техническите прегледи на земеделската и горската техника съгласно Закона за регистрация и контрол на земеделската и горската техника;
2. организира и ръководи извънредни проверки във връзка с дейността по т. 1 по нареждане на министъра на земеделието и храните;
3. разработва образци на документи и методически указания за осъществяване дейността на инспекцията;
4. събира, обработва и съхранява данните за наличната и регистрирана техника и извършените регистрации, годишни, сезонни и тематични прегледи;
5. изготвя анализи и прави предложения за подобряване на работата по регистрацията, извършването на техническите прегледи и издаването на свидетелствата за правоспособност;
6. води и съхранява регистри с бази данни за:
а) собствениците на ЗГТ;
б) вида и броя на регистрираната техника;
в) брой извършени технически прегледи;
г) лицата, придобили правоспособност за работа със ЗГТ;
д) учебните форми, имащи право да извършват обучение за придобиване на правоспособност за работа със ЗГТ;
7. изготвя проекта за годишен план за работа на инспекцията и представя на изпълнителния директор на инспекцията годишен отчет за извършеното;
8. изготвя месечни отчети на регистрираната техника и извършените технически прегледи на територията на всяка регионална служба;
9. участва в разработването на нормативни актове в областта на регистрацията, техническите прегледи на ЗГТ и придобиването и отнемането на правоспособност за работа с нея;
10. изготвя статистическа информация за състоянието на ЗГТ в страната;
11. извършва контрола върху:
а) наличието на одобрение на типа и съответствието с одобрения тип на нови колесни трактори, верижни трактори, ремаркета и сменяема прикачна техника, системи, компоненти и отделни технически възли за тях;
б) наличието на одобрение на типа и съответствието с одобрения тип на нови двигатели с вътрешно горене, предназначени за или инсталирани на извънпътна техника;
в) наличието на регистрация;
12. извършва проверки по изпълнение на задълженията на служителите от специализираната администрация.
Главна дирекция „Изпитване и сертифициране“ осъществява следните функции:
1. удостоверяване на безопасността на употребявана техника;
2. изпитване, сертифициране и оценяване на съответствието на нова техника;
3. изпитване и проверки във връзка с одобрение на типа на нови колесни трактори;
4. изготвя текущата информация по обмен с Европейската комисия и органите за одобрение на типа на държавите членки на Европейския съюз;
5. изготвя предложения за издаване, изменение, отказ и отнемане на сертификати за одобрение на типа;
6. поддържа база данни с информация за издадени, изменени, отказани, отнети и признати сертификати за одобрение на типа.